# Telouet
Telouet (en àrab تلوات, Talwāt; en amazic ⵜⵍⵡⵉⵜ) és una comuna rural de la província de Ouarzazate, a la regió de Drâa-Tafilalet, al Marroc. Segons el cens de 2014 tenia una població total de 14.060 persones.